# 三增峠之戰

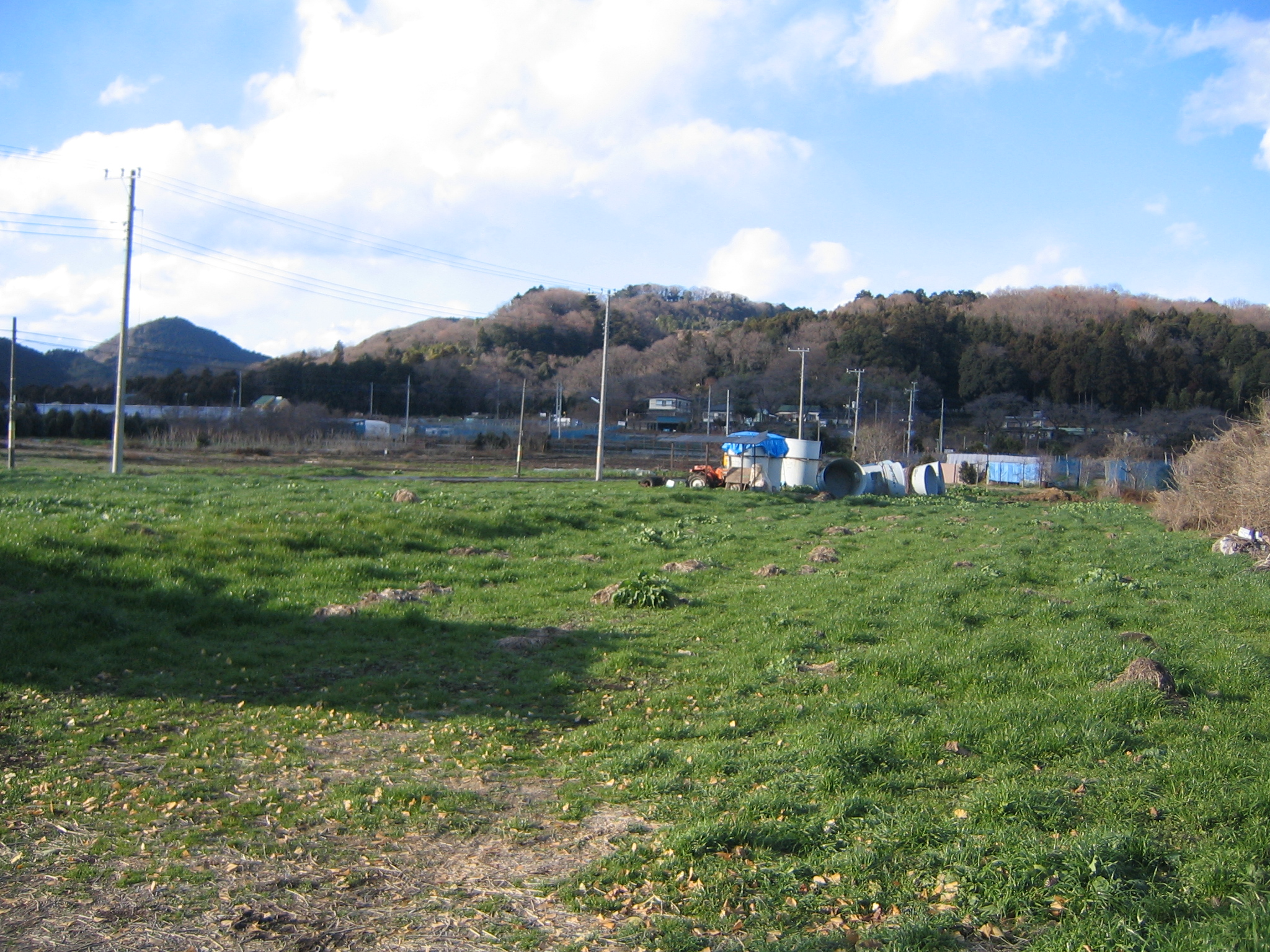
三增峠古戰場

三增峠之戰（みませとうげのたたかい）是1569年（永祿12年）武田信玄同北条家之間的一場戰役。

## 背景
武田家同北条家原本有甲相駿三國同盟的關係，1568年12月因為武田家進攻駿河國今川家，導致同盟關係決裂。武田家佔領駿河國之後，北条家西面完全成為武田家領地，使北条家的主城小田原城處於武田家的威脅之下。1569年1月武田家和北条家在薩埵峠兩軍對陣（第二次薩埵峠之戰）。

## 包圍小田原城
1569年，武田信玄率軍2萬包圍北条氏康的小田原城。小田原城以易守難攻聞名，上杉謙信曾經派兵10萬也未曾攻破。武田信玄也無功而返，在城下放了把火後撤退。北条氏政率軍2萬餘人守衛甲州街道的北条氏照和守衛秩父的北条氏邦回防部隊2萬人在三增峠（現相模原市津久井町根小屋愛甲郡愛川町三增）布陣意圖殲滅武田家侵略部隊。

## 戰鬥經過和評價
北条氏政本隊到達前北条氏照、北条氏邦就心急地對武田軍發起攻擊。武田信玄兵分3路，正面部隊往山裏且戰且退，其他兩支部隊埋伏。一開始局勢對北条家有利，武田軍的輜重部隊受到北条家攻擊，淺利信種、浦野重秀戰死。武田家在山裏埋伏的部隊殺出之後局勢立刻發生變化，最終北条家大敗，武田軍得知北条氏政本隊已經到荻野（現厚木市）後撤軍，沒有達成夾擊的目標。
但是此戰勝敗卻不明確，按照一般通說，多言武田家取勝，但是此一內容僅取於可信度偏低的甲陽軍鑑，反之在北条方卻有北条氏照向上杉謙信告知在此戰中獲勝的書信。

### 参戦武将
武田軍

■武田信玄 ■武田勝賴 ■武田信廉 ■馬場信房■內藤昌豐■山縣昌景■淺利信種■小幡憲重
北条軍

■北条氏照 ■北条氏邦 ■北条氏忠 ■高城藏人■原胤榮■上田朝直

## 外部連結
- 三増峠合戦（页面存档备份，存于）
- 三増合戦
- 三増合戦戦場（页面存档备份，存于）
- 三増峠之戦和武田信玄的相模原行軍